# Esther Capuñay
Esther Yovana Capuñay Quispe (Lima, 13 de noviembre de 1973) es una empresaria y política peruana. Fue Congresista de la República del Perú durante el periodo 2011-2016 por Solidaridad Nacional.

## Biografía
Nació en Lima el 13 de noviembre de 1973.
Realizó sus estudios primarios y secundarios en el Colegio Particular Montessori.
En 1990 ingresó a la Universidad Ricardo Palma donde inició sus estudios de Economía que no ha culminado. En 2015 se tituló de la carrera de Administración y Negocios Internacionales en la Universidad Alas Peruanas. Desde el año 2007 ha sido gerente general de diversas empresas de propiedad de su familia como la Radio Exitosa, Grafisur S.A.C. y Corporación Universal S.A.C. dedicados al rubro de los medios de comunicación.

## Vida política
Desde el 2004 hasta el 2016 fue miembro del Partido Solidaridad Nacional.

### Congresista (2011-2016)
En las elecciones generales del 2011, fue elegida Congresista por Solidaridad Nacional para el periodo parlamentario 2011-2016
Durante su gestión parlamentaria fue Vicepresidente de la Subcomisión de Acusaciones Constitucionales (2014-2015) y tercera Vicepresidenta del Congreso en la Mesa Directiva presidida por Ana María Solórzano. Asimismo, participó en 342 iniciativas legislativas durante todo el periodo parlamentario de las que 62 fueron aprobadas por el parlamento.

### Candidata a la Alcaldía de Lima en 2018
En las elecciones municipales del 2018, se presentó como candidata a la Alcaldía de Lima por Unión por el Perú. Obtuvo 107 972 equivalentes al 2.04% de los votos quedando en decimoprimer lugar.